# Diecezja Montauban
Diecezja Montauban – diecezja Kościoła rzymskokatolickiego w południowej Francji, w metropolii Tuluzy. Została erygowana 11 lipca 1317 roku. W 1801 została zlikwidowana, ale już w 1822 przywrócono ją.